# Harmadosztály (Gyöngyös)
A Harmadosztály Gyöngyös egyik településrésze a város délkeleti szélén, elsősorban cigányok által lakott szegregátum. A negyed az Erdélyi teret körülvevő ingatlanokat foglalja magába. Népessége a 2011-es népszámlálás szerint 298 fő volt. A település két cigánytelepe közül ez a kevésbé népes, a másik a város északnyugati részén fekvő Duránda.

## Kialakulása és körülmények
A településrész a korábban itt elhelyezkedő szántóföldek csoportjáról (dűlőről), a Harmadosztályról kapta köznyelvi nevét, tehát eredetileg nem az ingatlanok minőségéről. A szocializmus idején a TSZ tagjai számára alakítottak itt ki telkeket, majd a hely az 1980-as években a csökkenő telekárak miatt az alacsony szociális státuszú népesség gyűjtőhelyévé vált és cigánytelep alakult ki. A KSH a területre jelenleg a gyöngyösi 4. számú szegregátumként hivatkozik. A Harmadosztály külső jellege kertvárosias, a házak állapota közepes és 2001 és 2011 között 70%-ról 40%-ra csökkent az alacsony komfortfokozatú házak aránya, de az elemzések szerint továbbra is fennáll a szlömösödés veszélye.
2019-ben jelentős fejlesztéseket hajtott végre az önkormányzat, burkolattal látták el a földutcákat és kiépítették a csapadékelvezető rendszert.

## Demográfia
A településrész lakossága szinte kivétel nélkül cigány nemzetiségűekből áll. A népesség nagyon fiatal, 31,5% 0-14 éves, 63,4% 15-59 éves és csak 5% 60 vagy annál idősebb. A Harmadosztályban a legalacsonyabb az iskolázottság szintje a gyöngyösi településrészek közül, az aktív korúakon belül (15-59 évesek) 94% a legfeljebb általános iskolai végzettséggel rendelkezők aránya. Súlyos probléma a széles körben elterjedt drogfüggőség, de a kábítószerhasználat szintje nem éri el a Durándában tapasztaltat. A harmadosztályi szülők szinte kivétel nélkül az Egressy Béni Két Tannyelvű Általános Iskolába íratják gyermekeiket, így az intézményben a hátrányos és halmozottan hátrányos helyzetű diákok aránya elérte a 24%-ot. Magas a munkanélküliség, a legalább 360 napja munkanélküliek aránya 26%, a munkanélküliségi ráta pedig eléri a 31%-ot.